# Antiguo Club Inglés

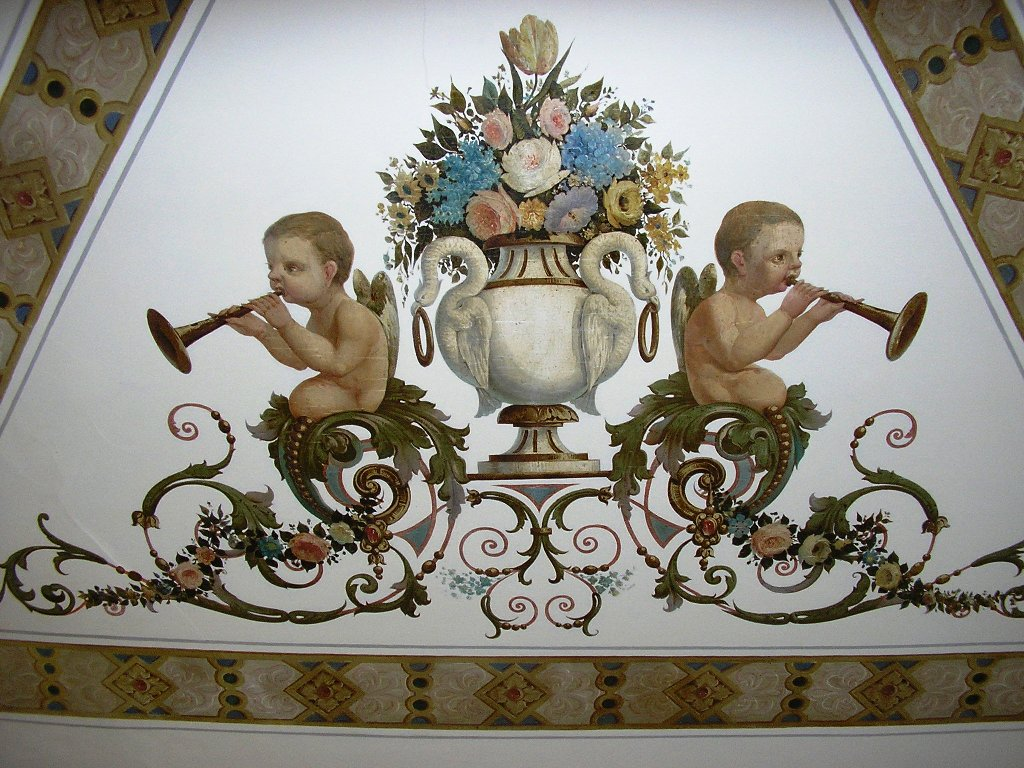
Frescos del interior (detalle).

El Antiguo Club Inglés es un edificio histórico en la ciudad de Oporto en Portugal, se encuentra dentro del Centro histórico de Oporto denominado Patrimonio de la Humanidad, por la UNESCO.
Es una típica vivienda noble del siglo XVIII de estilo barroco de dos plantas con numerosas ventanas rematadas con frontones curvos y triangulares, destacando las barandillas de hierro forjadas y las pinturas en las paredes en el interior. 
Tuvo como propietarios primero a una familia de comerciantes de la ciudad, después a la Congregación de San Bernardo y por último el Club Inglés de Oporto como se le conoce actualmente. En su jardín, construido sobre parte de las Murallas Fernandinas del castillo, fue construido una batería de cañones durante el asedio de Oporto, en las Guerras Liberales, debido a su ubicación estratégica , desde donde se tiene una excelente vista del río Duero y Vila Nova de Gaia.
En la actualidad está administrado por el Estado, utilizándolo una organización de caridad y beneficencia.